# Oz (musikgrupp)
OZ  är ett svenskt-finskt heavy metal-band. Det bildades 1977 i Nakkila, Finland. Sedan 1983 har bandet varit aktivt i Sverige. OZ har givit ut åtta studioalbum och det nya albumet "Forced Commandments" släpptes 22/5 2020 av Massacre Records.
Nuvarande gruppen består av 4 Medlemmar från Pori/Björneborg i Finland och trumslagaren Mark Ruffneck (egentligen Pekka Mark) som har jobbat som forskarassistent i teoretisk kemi vid Kungliga Tekniska högskolan i Stockholm.

## Medlemmar
Nuvarande medlemmar
- Mark Ruffneck (Pekka Mark) – trummor, percussion (1977–1991, 2010–)
- Peppi Peltola – basgitarr, sång (2015–)
- Juzzy Kangas – gitarr, sång (2015–)
- Johnny Cross – gitarr, sång (2015–)
- Vince Koivula – sång (2016–)

Tidigare medlemmar
- Ape De Martini (Tapani Hämäläinen) – sång (1977–1991, 2010–2016)
- Jay C. Blade (Jukka Lewis) – basgitarr, sång (1982–1987, 2010–2016)
- Markku Petander – gitarr (2010–2011)
- Costello Hautamäki – gitarr (2010)
- Michael Lundholm – gitarr (1990–1991)
- Jörgen Schelander – keyboard (1990–1991)
- Fredrik Thörnholm – basgitarr (1990–1991)
- Tobbe Moen – basgitarr (1990)
- Spooky Wolff – gitarr (1983–1987)
- Speedy Foxx – gitarr (1983–1987)
- Esa Niva – gitarr (1982–1983)
- Tauno Vajavaara – basgitarr (1977–1982)
- Kari Elo – gitarr (1977–1982)

Livemedlemmar
- Michel Santunione – gitarr
- John Berg – gitarr
- Johannes Sandberg – basgitarr

## Diskografi
Studioalbum
- Heavy Metal Heroes (OZ) (1982)
- Fire in the Brain (1983)
- III Warning (1984)
- ...Decibel Storm... (1986)
- Roll the Dice (1991)
- Dominator (Promo CD) (2011)
- Burning Leather (2011)
- Transition State (2017)
- Forced Commandments (2020)

EP
- 1984 – Turn the Cross Upside Down

Singlar
- 1982 – "Second-Hand Lady" / "Rather Knight"
- 2011 – "Dominator"
- 2012 – "The Show Must Go On" / "Signs from the Dead"
- 2023 -- "UnderCover" / "Wicked WiceS"

Samlingsalbum
- 1987 – III Warning + ...Decibel Storm...
- 2012 – Vinyl Tracks